# Miguel Ángel Belanche
Miguel Ángel Belanche Pradas (Villahermosa del Campo, 26 luglio 1956) è un ex calciatore spagnolo, di ruolo centrocampista.

## Carriera
Nativo di Villahermosa del Campo, un piccolo centro abitato della provincia di Teruel, si forma nelle giovanili del Real Saragozza, massimo club calcistico dell'Aragona. Si forma nella squadra della cantera del Deportivo Aragón.
L'allenatore jugoslavo Vujadin Boškov lo fa esordire nella Liga spagnola il 22 aprile 1979 allo Stadio Mestalla, contro il Valencia, promuovendolo dalla squadra giovanile e schierandolo dal primo minuto a causa di alcune assenze tra i centrocampisti titolari. Da quel momento entra a far parte definitivamente della prima squadra e resta al Real Saragozza per quattro stagioni collezionando 46 presenze nella massima serie spagnola. Nella stagione 1981-1982 con l'arrivo del nuovo allenatore olandese Leo Beenhakker e di nuovi giocatori, tra cui in particolare il centrocampista Juan Señor, Belanche non rientra nei piani e viene accantonato, disputando una sola partita in tutto il campionato, casualmente sempre nella trasferta del Mestalla contro il Valencia, facendo così coincidere il luogo del suo debutto e della chiusura della sua esperienza al Real Saragozza.
Nel 1982 si trasferisce, quindi, al Palencia in Segunda Division dove trova l'allenatore Luis Costa, già conosciuto nelle giovanili del Real Saragozza. Nella stagione successiva passa all'Elche CF. Contribuisce subito alla promozione del club nella Liga. La permanenza però dura soltanto un anno prima di retrocedere nuovamente nella seconda serie. Gioca una terza stagione all'Elche, prima di lasciare il club con più di cento partite giocate.
Dopo aver vestito le maglie, in ordine, di Alzira, Logroñés, Recreativo de Huelva e Gandìa, nel 1989 si accasa al Benidorm.
Con la squadra valenzana collezionerà 119 presenze e 27 reti in Segunda Division B, la terza serie del calcio spagnolo. Si ritirò nel 1993 a 35 anni a causa di un infortunio a un ginocchio.